# Acer pseudosieboldianum
Espèce

Acer pseudosieboldianum Kom. 1904 (érable de Corée) est une espèce d'arbre de la famille des érables vivant en Corée du Nord, en Mandchourie et en Chine, et on peut le trouver en Europe depuis 1903. Il peut mesurer 5 à 8 mètres de haut pour un tronc court et étroit. Sa feuille est composée de 9 à 13 lobes dentés et devient rouge orangé en automne.

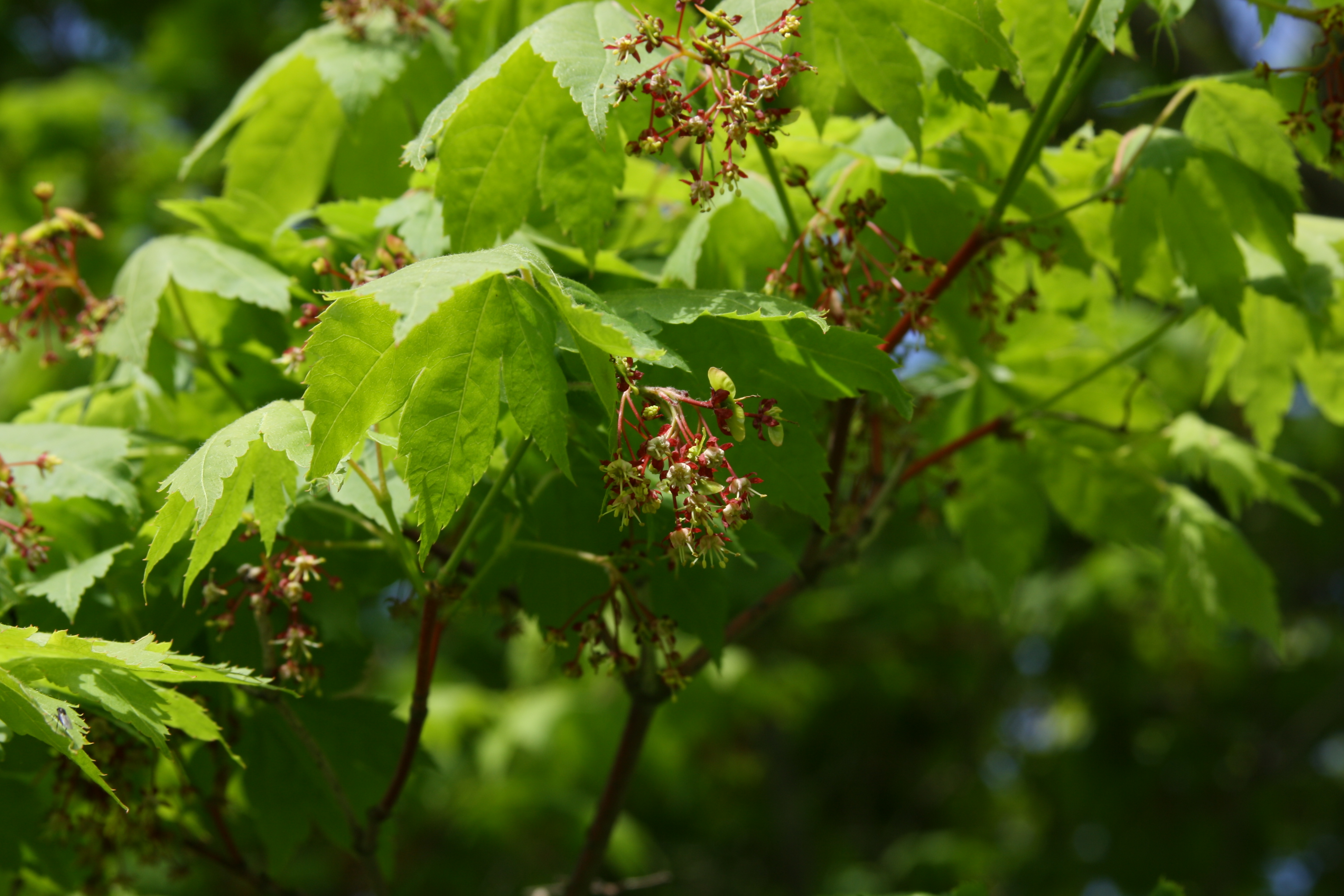
Feuillages et jeunes fruits.

## Liste des sous-espèces
Selon Catalogue of Life (26 avril 2015), The Plant List (26 avril 2015) et Tropicos (26 avril 2015) :
- sous-espèce Acer pseudosieboldianum subsp. pseudosieboldianum
- sous-espèce Acer pseudosieboldianum subsp. takesimense (Nakai) D.M. Gelderen, P.C. de Jong & H.J. Oterdoom